# Arva Holt
Arva Holt (Lawrence (Massachusetts), 5 augustus 1947) is een Amerikaanse actrice.

## Carrière
Holt begon in 1979 met acteren in de televisiefilm Voices. Hierna heeft ze nog enkele rollen gespeeld in televisieseries en films zoals CHiPs (1980-1981), Hill Street Blues (1985) en Beverly Hills, 90210 (1991). In 1995 acteerde ze voor het laatst, wat ze hierna gedaan heeft is niet bekend.

## Filmografie

### Films
- 1992 There Goes the Neighborhood – als tweede buurvrouw
- 1990 In the Line of Duty: A Cop for the Killing – als officier
- 1988 Shootdown – als vrouw
- 1988 Out of Time – als kapitein Stuart
- 1984 Victims for Victims: The Theresa Saldana Story – als ??
- 1981 Inmates: A Love Story – als Marty
- 1979 Voices – als Helen

### Televisieseries
- 1995 In the House – als mrs. Rothschild – 1 afl.
- 1993 Against the Grain – als Lila – 1 afl.
- 1991 Beverly Hills, 90210 – als rechercheur Penã – 1 afl.
- 1989 L.A. Law – als rechter Cynthia Kraman – 1 afl.
- 1985 Hill Street Blues – als dr. Walters – 1 afl.
- 1984 Scarecrow and Mrs. King – als ?? – 1 afl.
- 1984 Night Court – als vrouw op de eerste rij – 1 afl.
- 1984 Hardcastle and McCormick – als verslaggeefster – 1 afl.
- 1980 – 1981 CHiPs – als vrouw van fietser / gepromoveerde vrouw – 2 afl.